# Robert Hudon
Pour les articles homonymes, voir Hudon.
Robert Hudon (né en 1945) est un militant indépendantiste et criminel québécois. Il est le frère de Gabriel Hudon, cofondateur du FLQ.
Il a reçu une formation militaire dans les cadets de l'armée. Il est un des fondateurs de l'Armée de libération du Québec, aile militaire du Front de libération du Québec (FLQ). Il est arrêté en mai 1964 et est condamné à 8 ans de prison notamment pour vols à main armée. Il est libéré en 1967. Une fois libéré, il organise un réseau de financement du FLQ qui groupe au moins deux cellules actives dans la région de Montréal et au Saguenay-Lac-Saint-Jean. En 1970, il est arrêté et condamné à 20 ans de prison pour vol à main armée. 
Lors de la crise d'Octobre, il sera l'un des 23 détenus dont le FLQ demande la libération en échange de celle du diplomate James Richard Cross.
En 1998, lui et son frère sont arrêtés à Montréal pour trafic de drogue.